# Leonhard Seppala
Leonhard Seppala (ur. 14 września 1877 w Lyngen, zm. 28 stycznia 1967 w Seattle) – norweski maszer, hodowca i trener psów zaprzęgowych. Odegrał jedną z kluczowych ról podczas tzw. Wielkiego Wyścigu Miłosierdzia do Nome w 1925 roku. Był także uczestnikiem zimowej olimpiady w Lake Placid w 1932 roku.
Uważa się go również za twórcę amerykańskich husky syberyjskich, gdyż w dużej mierze pochodzą one z jego linii hodowlanej.

## Życiorys
Urodził się w Lyngen w północnej Norwegii jako najstarsze dziecko Isaka Isaksena Seppäli oraz Anne Henrikke Henriksdatter. Gdy miał dwa lata rodzina przeprowadziła się na pobliską wyspę Skjervøya. Tam jego ojciec zbudował dom i pracował jako kowal, a także rybak. Gdy był na łowisku, Leonhard pracował na farmie pomagając ją utrzymać. W wieku dwunastu lat rozpoczął praktyki w kuźni ojca. Mając dwadzieścia lat wyjechał do miasta Kristiania (obecnie Oslo), gdzie pracował w różnych kuźniach do 1898 roku, kiedy to uzyskał tytuł mistrza kowalstwa. Po nieoczekiwanej śmierci narzeczonej Margit, powrócił w rodzinne strony, aby pracować w kuźni ojca.
Po namowach przyjaciela Jafeta Lindeberga wyemigrował w 1900 roku na Alaskę i osiadł w Nome, gdzie trwała gorączka złota, a Lindeberg miał swoją firmę wydobywczą. Seppala pracował w niej początkowo jako górnik, a następnie przewodnik psich zaprzęgów. W 1908 roku poślubił belgijkę Constance, która przybyła do Nome w 1905 roku.
W 1913 roku Lindeberg przywiózł z Syberii szczenięta syberyjskich husky, które miały być prezentem dla Roalda Amundsena. Miał nadzieję, że podróżnik wykorzysta je podczas wyprawy na Biegun północny, więc wyznaczył Seppalę do ich wyszkolenia. Kiedy jednak Amundsen odwołał swój przyjazd do Nome, Lindeberg oddał psy Seppali.
W następnym roku podjął decyzję o starcie w swoim pierwszym wyścigu psich zaprzęgów All Alaska Sweepstakes. Trasa okazała się jednak zbyt trudna i niebezpieczna dla niedoświadczonych psów, które zgubiły szlak przypłacając to zranieniami i odmrożeniami łap. Seppala musiał wycofać się z wyścigu. Do ponownej rywalizacji powrócił w 1915 roku i po wyrównanej walce wygrał z doświadczonym maszerem Scottym Allanem. Następnie wygrywał te wyścigi przez kolejne dwa lata, kiedy to zostały one zawieszone.

## Wielki Wyścig Miłosierdzia
W 1925 roku w Nome pojawiły się pierwsze przypadki błonicy. Gdy zmarło na nią troje dzieci, a następnych dwadzieścia osób zachorowało, burmistrz ogłosił kwarantannę. Miastu groził wybuch epidemii i śmierć wielu mieszkańców, gdyż zapasy antytoksyny były przeterminowane. W tej sytuacji zorganizowano jej transport z Anchorage do oddalonego o 350 km miasteczka Nenana. Stamtąd mieli ją dostarczyć do Nome rozstawieni na trasie maszerzy, gdyż tylko w ten sposób można najszybciej dowieźć antytoksynę, która w zimowych warunkach nie przetrwałaby dłużej niż sześć dni. Wśród maszerów znalazł się Seppala, który wraz z zaprzęgiem sześciu psów oraz ich psim liderem Togo, obstawił najdłuższy i najtrudniejszy odcinek trasy biegnący z Shaktoolik do Golovin. Piątego dnia sztafety przejął on pakunek surowicy od Henry’ego Ivanoffa i podążył w stronę zatoki Norton. Mimo że, była ona zamarznięta to wiatr wiał od strony brzegu, a więc istniało niebezpieczeństwo, że pękający lód uwięzi go na krze i wypchnie w morze. Z drugiej strony droga przez zatokę pozwalała zaoszczędzić kilkadziesiąt kilometrów. Pomimo porywistego wiatru i burzy śnieżnej po kilku godzinach pokonał ją i dotarł na drugi brzeg do Isaac’s Point. Tam po odpoczynku wyruszył w dalszą trasę i pomimo utrzymującej się fatalnej pogody w ciągu dwóch dni pokonał 146 km i dotarł do Golovin., gdzie pakunek odebrał od niego Charlie Olson, a potem przejął go Gunnar Kaasen i dostarczył do Nome.
Wydarzenie to nazwano Wielkim wyścigiem miłosierdzia, lub też Biegiem surowiczym a upamiętnia je doroczny wyścig psich zaprzęgów Iditarod Trail.

## Po wyścigu
Bieg podobnie jak i innym maszerom, przysporzył mu popularności i w 1926 roku, wyruszył z ok. 40 psami i eskimoskim przewodnikiem w tournée po USA. Trasa zakończyła się w styczniu 1927 roku w Poland Spring wyścigiem psich zaprzęgów, podczas którego ścigał się z Arthurem Waldenem, założycielem New England Sled Dog. Rozgłos i wzrost zainteresowania psimi zaprzęgami pozwoliły mu wraz z partnerką Elizabeth Ricker założyć hodowlę husky syberyjskich.
W 1928 roku zamieszkał na stałe w Fairbanks na Alasce. W 1931 roku zakończył współpracę z Ricker, a w kolejnym roku wziął udział w pokazowym wyścigu psich zaprzęgów podczas zimowej olimpiady w Lake Placid, gdzie zdobył srebrny medal.
W 1946 roku przeprowadził się wraz z żoną Constance do Seattle. W 1961 roku korzystając z zaproszenia dziennikarza Lowella Thomasa ponownie odwiedził m.in. Fairbanks oraz kilka innych miejsc na Alasce. Zmarł w wieku 89 lat w Seattle, jego żona zmarła kilka lat później w wieku 85 lat. Oboje zostali pochowani w Nome na Alasce.